# Fürstentum Isenburg (Rheinbund)

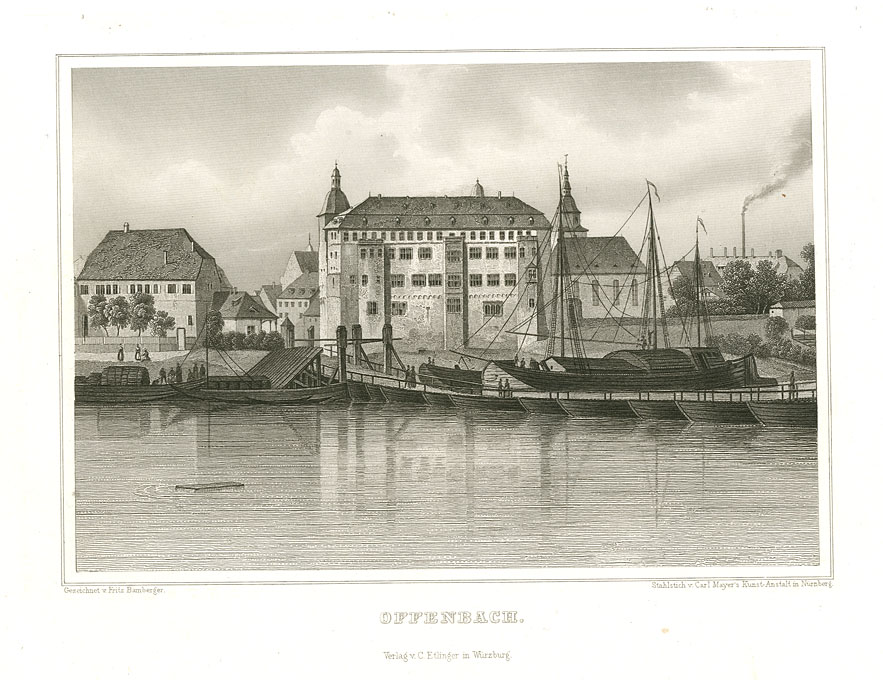
Isenburger Schloss in Offenbach

Das Fürstentum Isenburg war ein von 1806 bis 1815 bestehender Kleinstaat im Südosten des heutigen Landes Hessen. Als Mitglied des Rheinbundes stand er unter dem Protektorat des französischen Kaisers Napoleon Bonaparte. Es bestand aus den zuvor reichsunmittelbaren Territorien des Fürsten zu Isenburg und Büdingen in Birstein und der Grafen des Hauses zu Ysenburg und Büdingen: Ysenburg-Büdingen-Büdingen, Ysenburg-Büdingen-Meerholz und Ysenburg-Büdingen-Wächtersbach.

## Geografie

### Lage und Grenzen
Das Fürstentum war zweigeteilt: in den links (südlich) des Mains gelegenen Teil (mit Offenbach, Neu-Isenburg, Sprendlingen und Dreieich) und den rechts (nördlich) der Kinzig liegenden Teil (mit Birstein, Wenings und den ysenburgischen Grafschaften in Büdingen, in Meerholz und in Wächtersbach). Zwischen beiden Teilen lag 1806 zunächst das Fürstentum Hanau, damals französisch besetzt, das dann ab 1810 zum Großherzogtum Frankfurt gehörte.
Der südliche Teil war 1806 im Westen vom Großherzogtum Hessen (-Darmstadt) und von der Stadt Frankfurt und im Norden vom Fürstentum Hanau umgeben. Der nördliche Teil wurde im Nordwesten vom Großherzogtum Hessen, im Nordosten vom Fürstentum Fulda (ab 1810 Departement Fulda im Großherzogtum Frankfurt) und im Süden wiederum von dem Fürstentum Hanau sowie dem Fürstentum Aschaffenburg (ab 1810 Departement Aschaffenburg im Großherzogtum Frankfurt) begrenzt.
Der nördliche Teil des ehemaligen Staatsgebietes liegt heute im Main-Kinzig-Kreis und im Wetteraukreis, der südliche im Kreis und der Stadt Offenbach, die beiden Orte Eppertshausen und Münster
im Landkreis Darmstadt-Dieburg sowie der Ort Geinsheim im Landkreis Groß-Gerau.

### Einteilung
Das Gebiet des Fürstentums Isenburg umfasste etwa 790 km² (14 Quadratmeilen). Eine genaue Kartierung gab es nicht. Unterste staatliche Verwaltungseben war das Amt, auch als „Gericht“ bezeichnet. Das Fürstentum Isenburg hatte davon 17. Es gab vier Flecken, 93 Dörfer, sieben Schlösser, 33 (Guts-)höfe und vier Städte (Büdingen, Dreieichenhain, Wächtersbach und Wenings). Die Haupt„stadt“ Offenbach hatte, wie die Residenzen Birstein und Langenselbold, kein Stadtrecht.

#### Südlich des Mains

##### Isenburg-Birstein
- Oberamt Offenbach (vier Orte mit 3370 Einwohnern): Offenbach (ein schöner wohlbewohnter Fleken, welcher zur Bieger Mark gehört[4]), Bürgel, Neu-Isenburg (… das wälsche Dorf, ist 1700 von einer Kolonie vertriebener reformierten Franzosen ganz neu angelegt worden[5]), (die katholischen Dörfer[6]) Münster und Urberach,
- Amt Dreieichenhain (eine Stadt, fünf Orte mit 3700 Einwohnern): Stadt Dreieichenhain (Dieser Ort ist der Mittelpunkt des alten Reichs- und Königsforstes zur Dreieichen[7]), Götzenhain, Münster, Offenthal, Sprendlingen und
 Geinsheim am Rhein,
 Neuhof, Dreieicher Waldungen;
 (alle Orte und der Wald gingen 1816 an Hessen-Darmstadt).

##### Isenburg-Philippseich

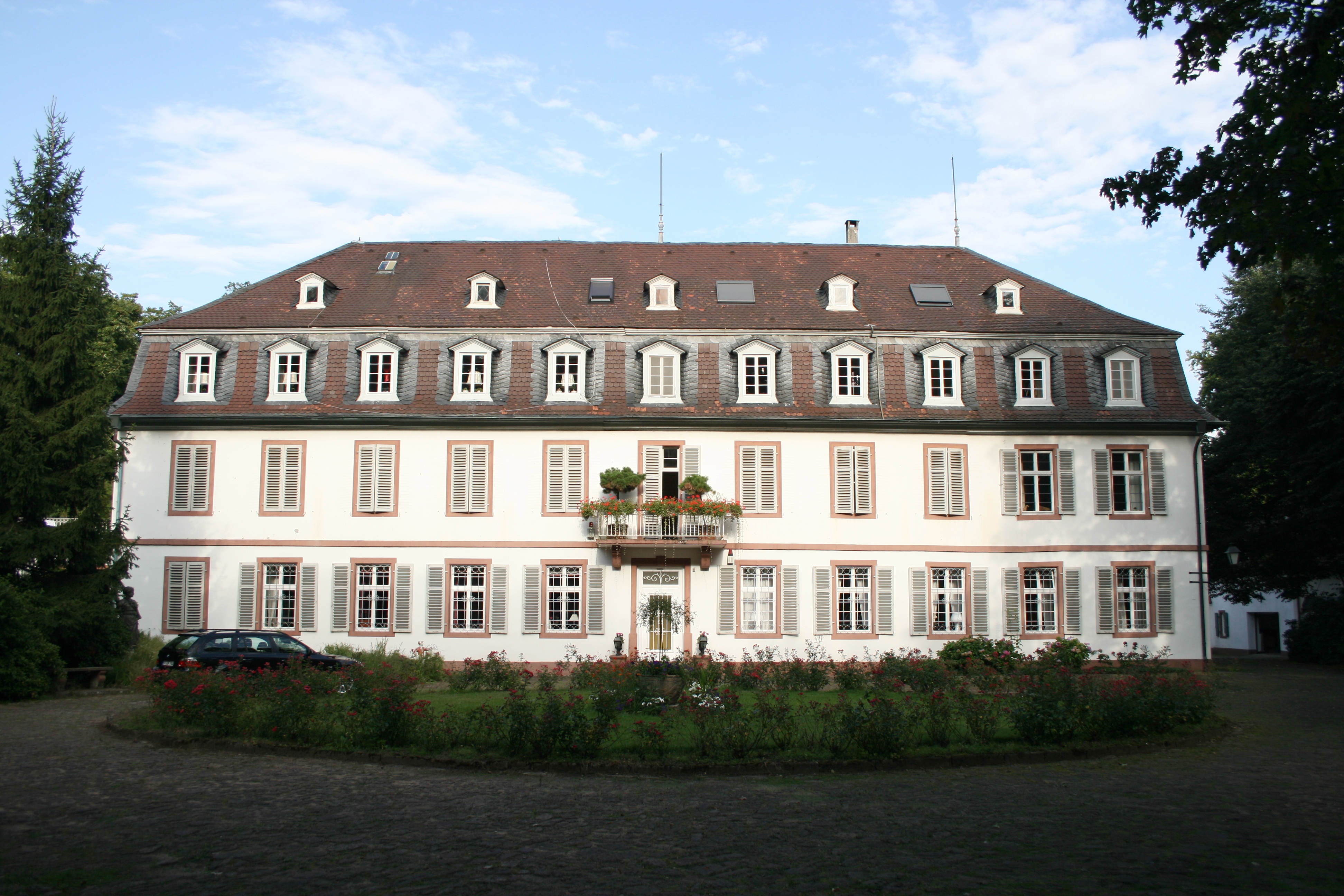
Schloss Philippseich (Götzenhain)

- Grafschaft Isenburg-Philippseich mit dem Schloss Philippseich
 (1816 an Hessen-Darmstadt).

##### Von Hessen-Darmstadt
- zwei Ziegelhütten bei Offenbach und die Bürgeler Mühle
 (Hütten und Mühle 1816 an Hessen-Darmstadt)

Durch Übereinkunft (Staatsvertrag) vom 24. September 1806 mit dem Großherzogtum Hessen kamen ritterschaftliche und andere Besitzungen hinzu:

##### VonSchönborn

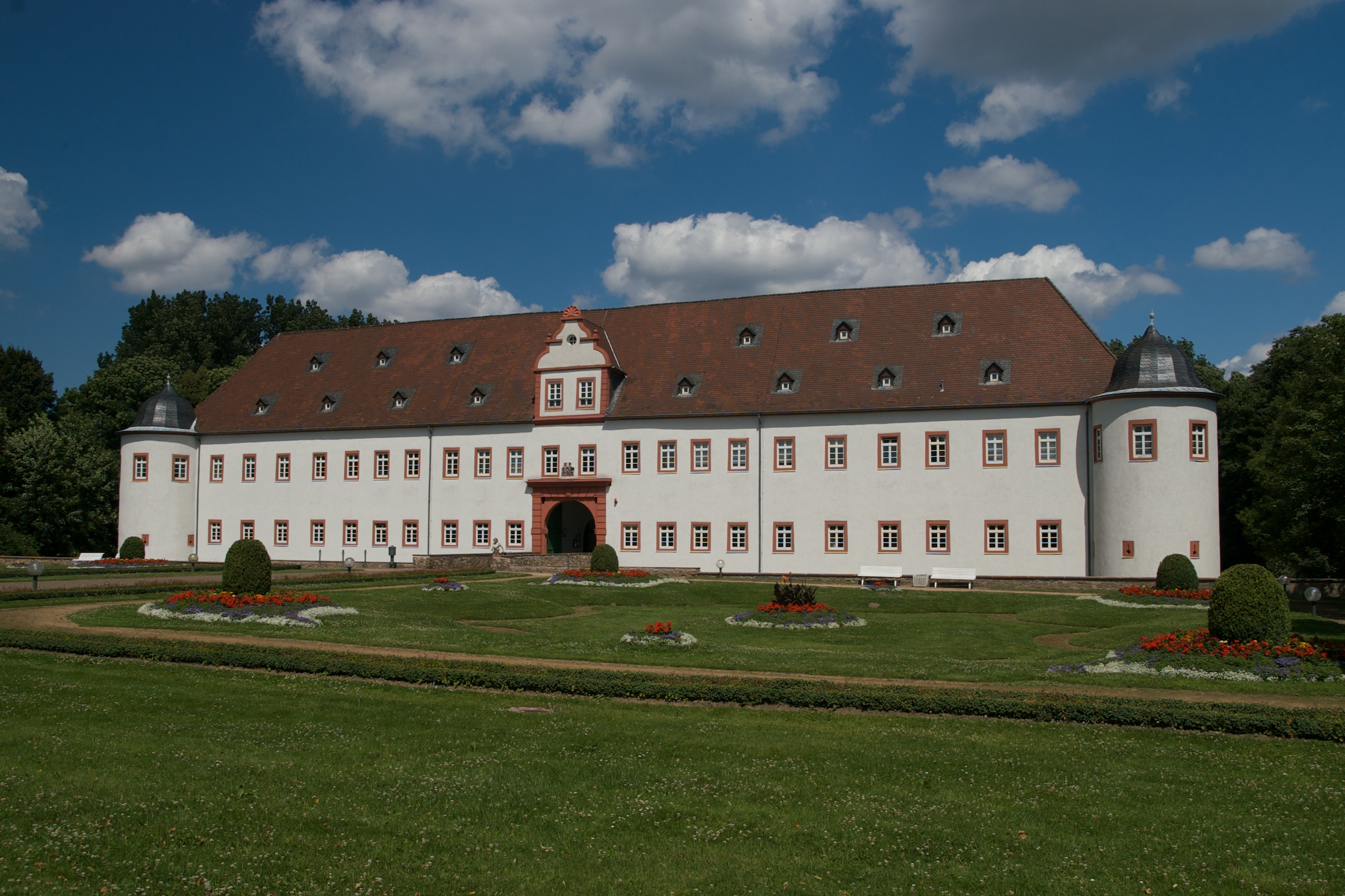
Schloss Heusenstamm

- die Herrschaft Heusenstamm:[9] Heusenstamm (Schloss und Dorf), den Dörfern Oberhausen (Obertshausen) und Hausen hinter der Sonne und den beiden Höfen Petershausen (Patershausen) und Grafenbruch (Gravenbruch),
 (drei Orte und zwei Höfe 1816 an Hessen-Darmstadt).

##### Von Lerchenfeld (ehemals:Groschlag)
- die Herrschaft Eppertshausen (Rittergut und Dorf Eppertshausen)[10]
 (Ort und Rittergut 1816 an Hessen-Darmstadt)

##### Vom Deutschen Orden
- der Wildhof mit den anstoßenden Wäldern[11][12]
 (Hof und ehemaliger Reichsforst Dreieich 1816 an Hessen-Darmstadt)

#### Nördlich des Mains

##### Isenburg-Birstein

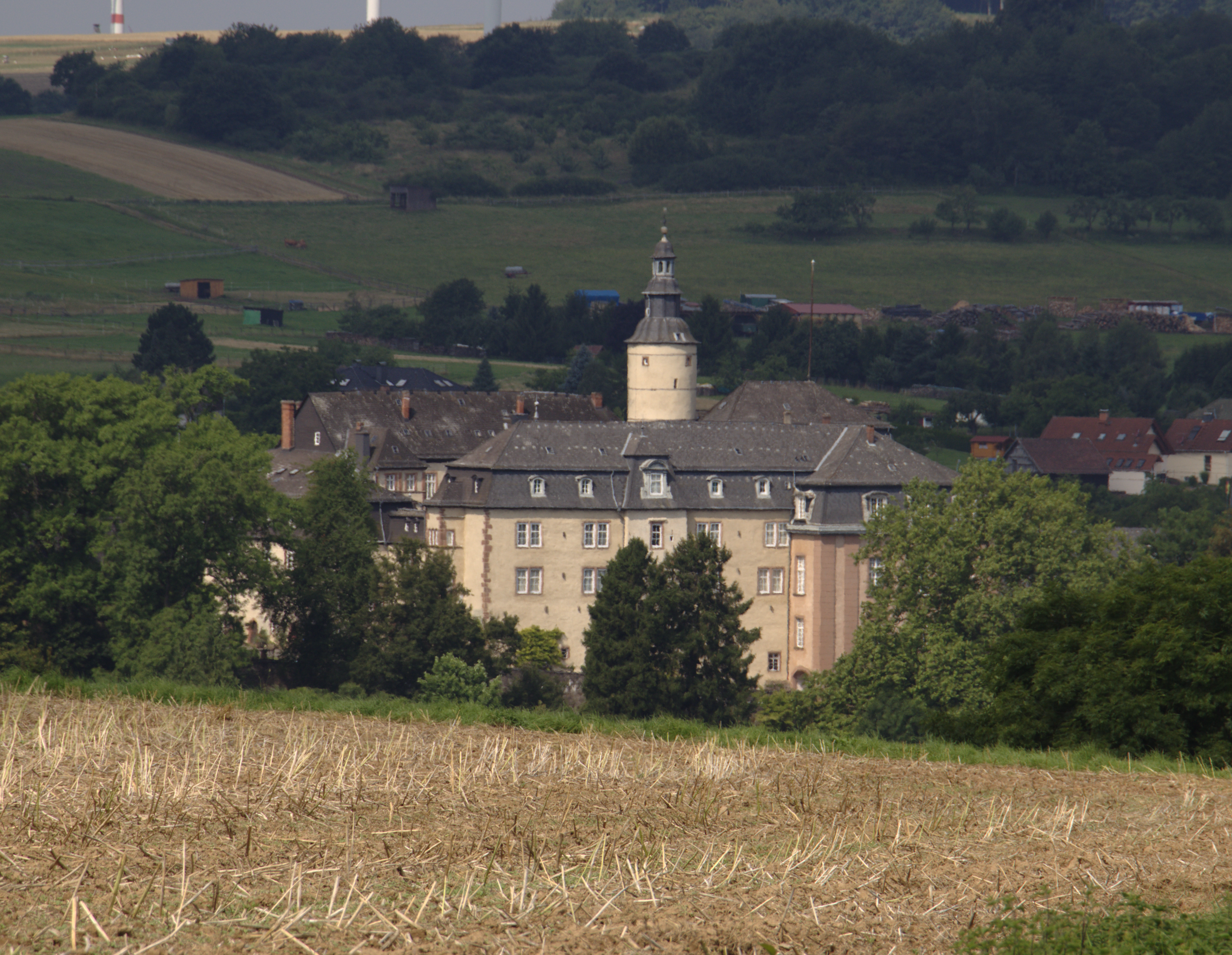
Schloss Birstein

- Amt Wenings (eine Stadt, sieben Orte, 3500 Einwohner):
 Allenrod, Bösgesäß (rechts der Bracht), Burgbracht, Gelnhaar (links des Bleichenbaches), Illnhausen, Merkenfritz, Wenings (Stadt), Wernings (heute Wüstung, 1842 Auswanderung aller Bewohner – 156 Personen – über New Orleans in und um die Orte Waterloo und Columbia, im Monroe County (Illinois), im Südwesten des US-Staates Illinois, USA[13]);
 (alle Orte gingen 1816 an Hessen-Darmstadt).
- Gericht Reichenbach oder Birstein (15 Orte mit 4400 Einwohnern):
 Birstein, Bösgesäss (links der Bracht), Fischborn, Hettersroth, Katholisch-Willenroth, Kirchbracht, Lichenroth, Mauswinkel, (Ober- und Unter-)Sotzbach, Oberreichenbach, Radmühl (rechts der Salz), Unterreichenbach, Völzberg (Felsberg), Wettges, Wüstwillenroth,
 Hof Entenfang, Höfen, Schönhof
 (15 Orte und drei Höfe 1816 an Hessen-Kassel).

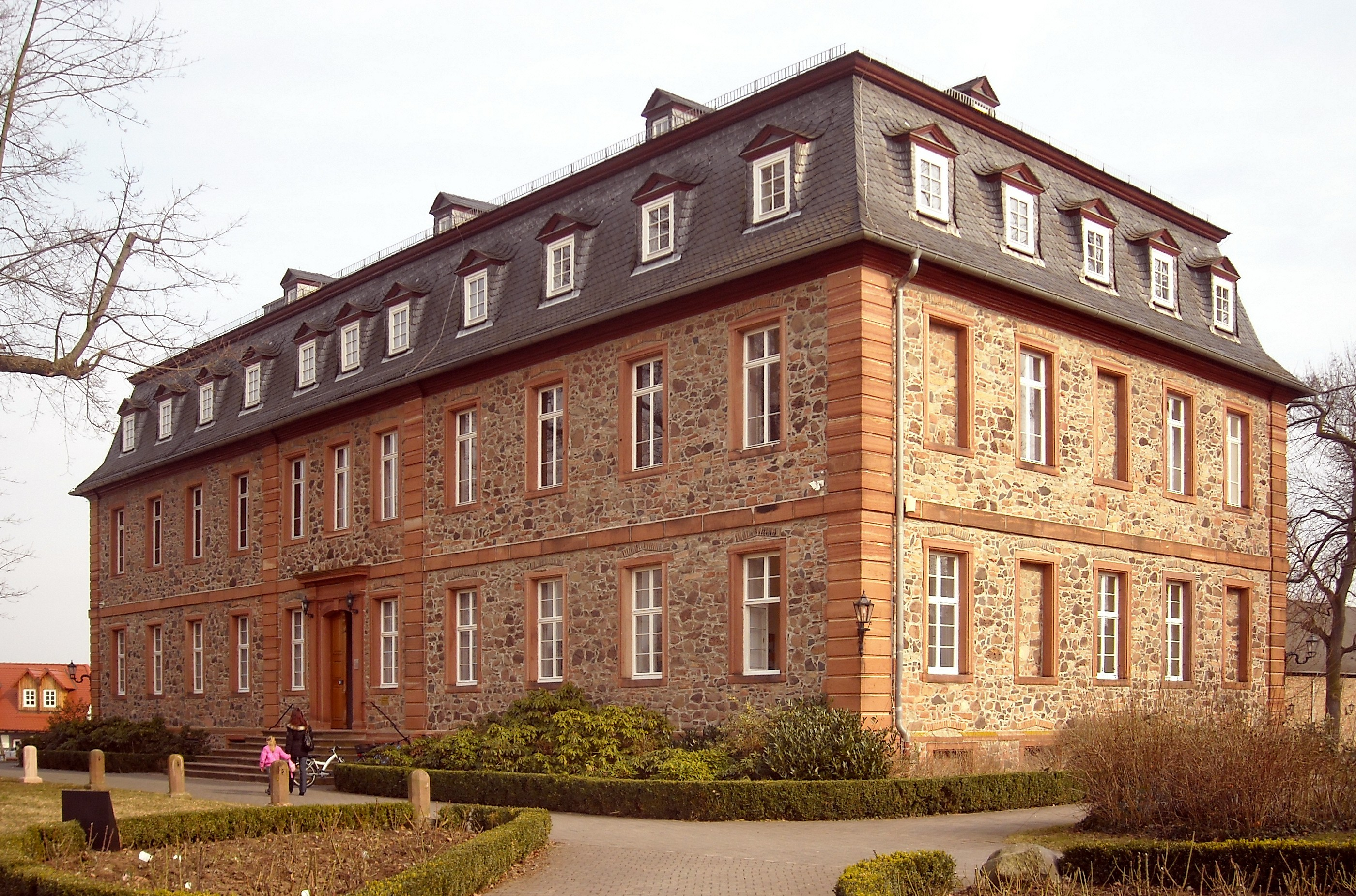
Schloss Langenselbold

- Amt Ronneburg und Gericht Langenselbold (drei Orte mit 2750 Einwohnern):
 Hüttengesäß, Langenselbold (mit Hinterdorf und Oberdorf), Neuwidermuß (Fuchsgraben)
 Baumwieser Hof, Bruderdiebacher Hof (beide zu Langenselbold gehörig)
 (drei Orte und zwei Höfe 1816 an Hessen-Kassel).
- Gericht Diebach (drei Orte mit 2000 Einwohnern): Langendiebach (Kazendiebach) mit Schloss, Ravolzhausen,
 gemeinsamer isenburgischer Besitz Rückingen (mit Schlösschen),
 Reußerhof (Hof und Mühle, zur Gemarkung Langendiebach, Gemeinde Erlensee gehörig)
 (alle drei Orte und der Hof 1816 an Hessen-Kassel).

##### Ysenburg-Büdingen-Büdingen

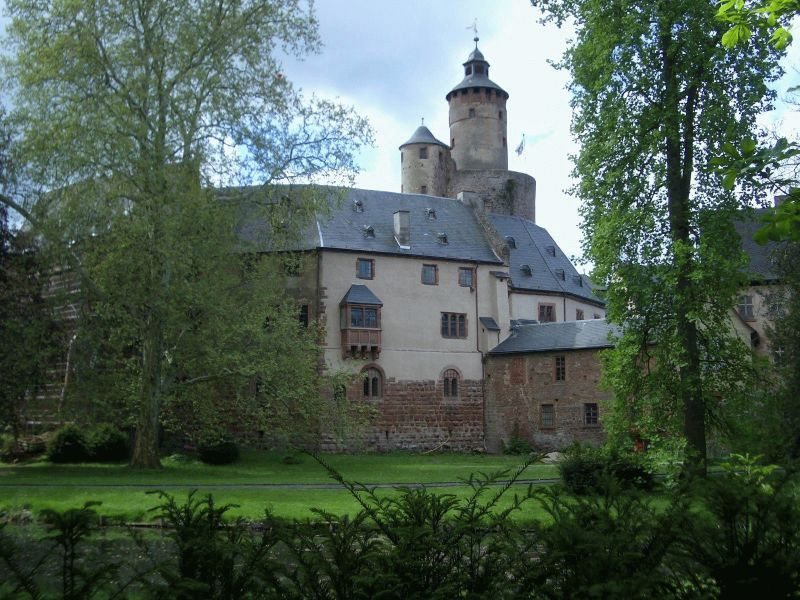
Schloss Büdingen

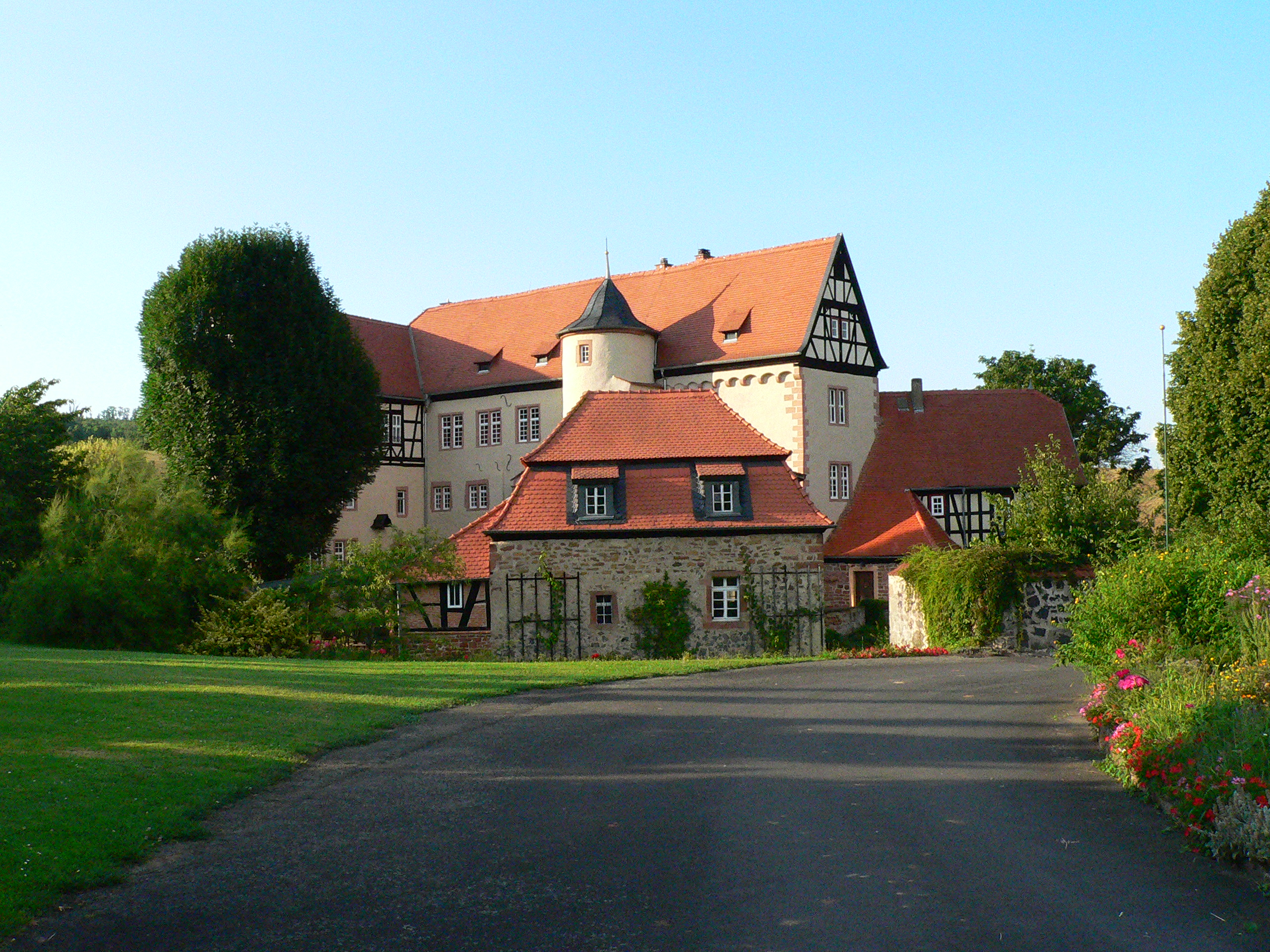
Schloss Leustadt

Besitz ergriffen am 2. September 1806
- Amt Büdingen (eine Stadt, 19 Orte mit 7500 Einwohnern):
 – Gericht Büdingen: Aulen-Diebach, Büches, Stadt Büdingen (…, eine kleine Stadt, welche die Hauptstadt der ganzen Grafschaft ist. … Es wächst auch um die Stadt ziemlich guter Wein.[15]), Calbach, Diebach am Haag, Dudenroth, Großendorf, Haingründau, Lorbach, Mittelgründau [Büdinger Seite=altes Dorf], Orleshausen, Pferdsbach, Rinderbügen, Vonhausen,
 Christinenhof, Erbacher Hof, Herrnhaag, Rinderbügener Hof, Salinenhof, Sandhof, Hof Thiergarten mit Wald, Büdinger Markwald
 – Gericht Düdelsheim: Düdelsheim, Effolderbach, Rohrbach, Stockheim;
 Findörfer Hof, Hof Leustadt, Rohrbacher Wald
 (alle 22 Orte 1816 an Hessen-Darmstadt).
- Amt Mockstadt (drei Orte mit 1200 Einwohnern):
 Heegheim, Niedermockstadt, Obermockstadt (Muggistat),
 sowie: Nieder- und Ober-Mockstädter Weide
 (alle Orte und der Wald 1816 an Hessen-Darmstadt).
- Anteil (12/57) an der Ganerbenschaft Staden: Nieder-Florstadt, Ober-Florstadt, Staden, Stammheim
 Wald des Frauenklosters Nieder-Ilbenstadt
 (alle Orte und der Wald 1816 an Hessen-Darmstadt).

##### Ysenburg-Büdingen-Meerholz

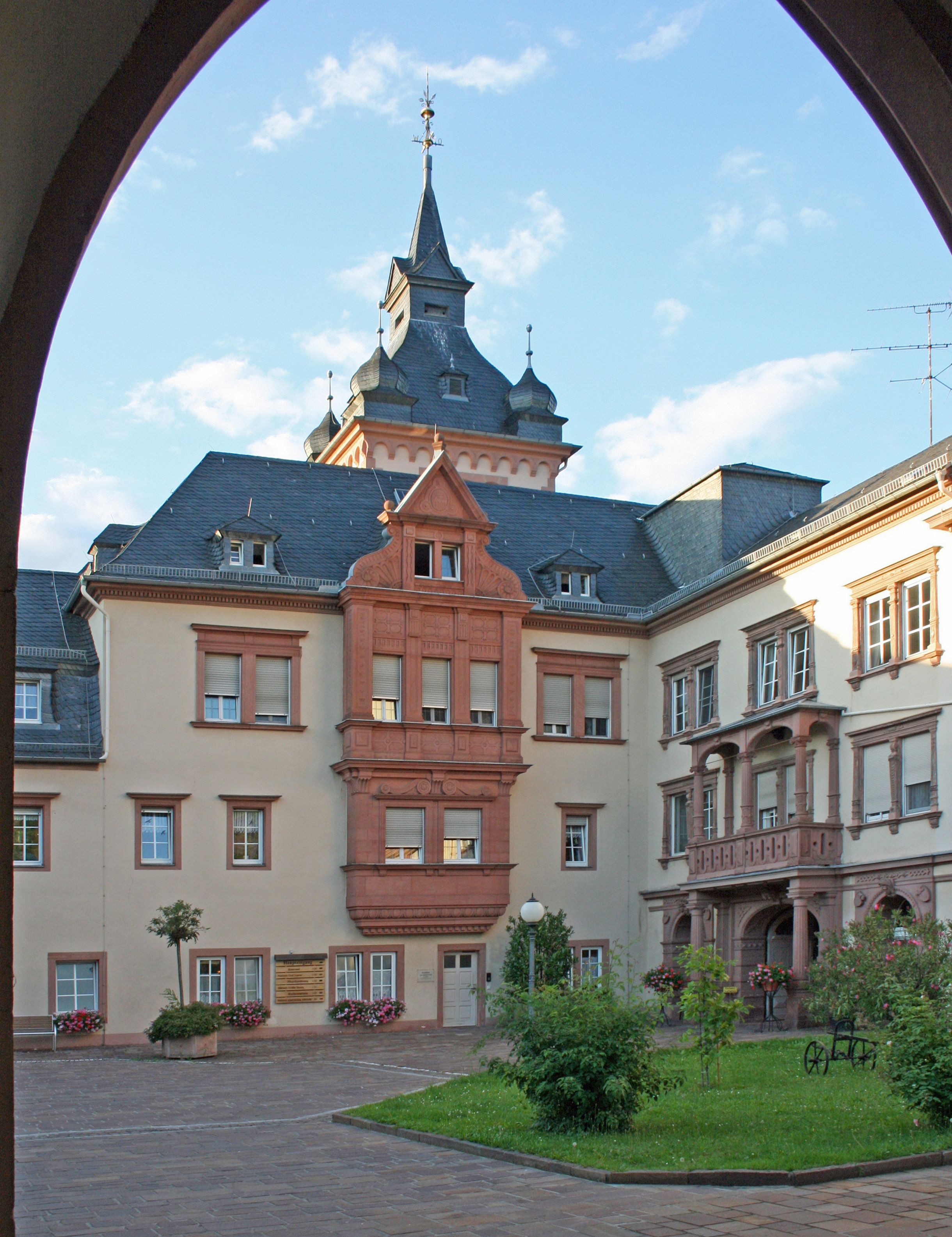
Schloss Meerholz

Besitz ergriffen am 2. September 1806
- Amt Marienborn (fünf Orte mit 2200 Einwohnern): Marienborn, Bergheim, Eckartshausen, Himbach, Altwidermus
 (fünf Orte 1816 an Hessen-Darmstadt).
- Gericht Meerholz (vier Orte mit 2200 Einwohnern): Haitz, Hailer, Meerholz (.., ein Fleken, unweit der Kinzig[17]), Neuenhaßlau, Gondsroth (Gundsrod), Niedermittlau,
 Hof Kaltenborn (später zu Haitz gehörig),
 (vier Orte und der Hof 1816 an Hessen-Kassel).
- Gericht Gründau oder Lieblos (fünf Orte mit 2550 Einwohnern):
 Gettenbach, Lieblos, Niedergründau, Roth, Rothenbergen,
 Hühnerhof (später zu Gettenbach gehörig), Mittelgründauer Hof (Meerholzer Seite=Hof, durch Grenzverlegung später zu Mittel-Gründau gehörig),
 (fünf Orte und drei Höfe 1816 an Hessen-Kassel).

##### Ysenburg-Büdingen-Wächtersbach

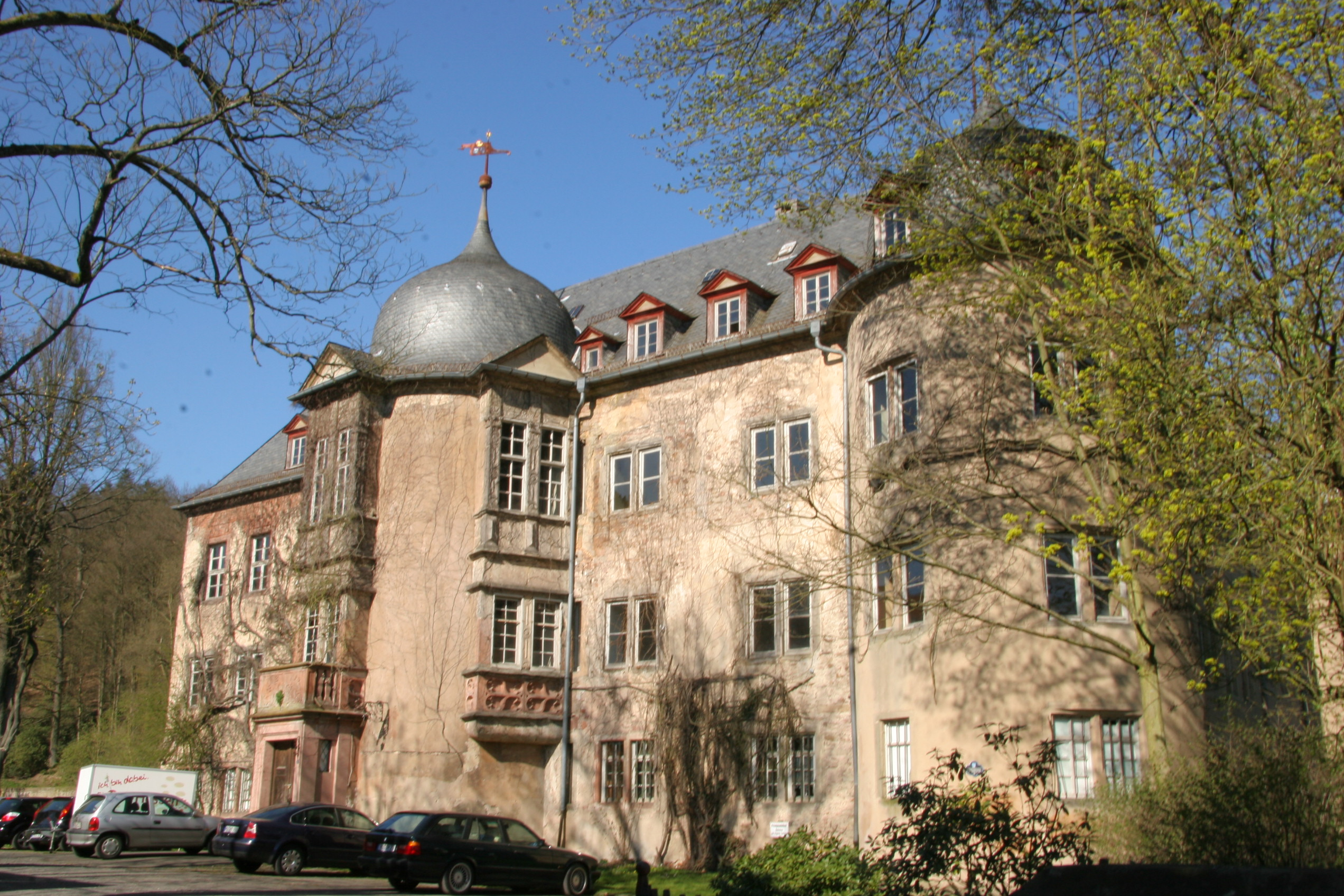
Schloss Wächtersbach

Besitz ergriffen am 2. September 1806
- Amt Assenheim (drei Orte, 1700 Einwohner): Assenheim, Bönstadt, Bruchenbrücken,
 Schloss (drei Orte 1816 an Hessen-Darmstadt).
- Amt Wächtersbach (Gericht Spielberg und Gericht Wächtersbach):
  - Gericht Spielberg (elf Orte, 3400 Einwohner): Helfersdorf, Hellstein, Leisenwald, Neuenschmidten,
 Schlierbach, Spielberg (mit Burg), Streitberg, Udenhain, Waldensberg, Wittgenborn,
 Weiherhof (Hof und Jagdschloss), Weihermühle, Schächtelburg
  - Gericht Wächtersbach (eine Stadt, drei Orte, 1320 Einwohner): Breitenborn, Hesseldorf, Stadt Wächtersbach, Weilers,
  - Gericht Wolferborn (drei Orte, 650 Einwohner): Michelau,
 (vom Gericht Wolferborn 1816 nur ein Ort an Hessen-Kassel, sonst alle Orte 1816 an Hessen-Darmstadt)
- Gericht Wolferborn (Anteil): Bindsachsen, Hitzkirchen, Kefenrod (Käferoth)
 (alle drei Orte gingen 1816 an Hessen-Darmstadt).

### Bevölkerung
Das Fürstentum Isenburg hatte etwa 47.000 Einwohner.

## Geschichte

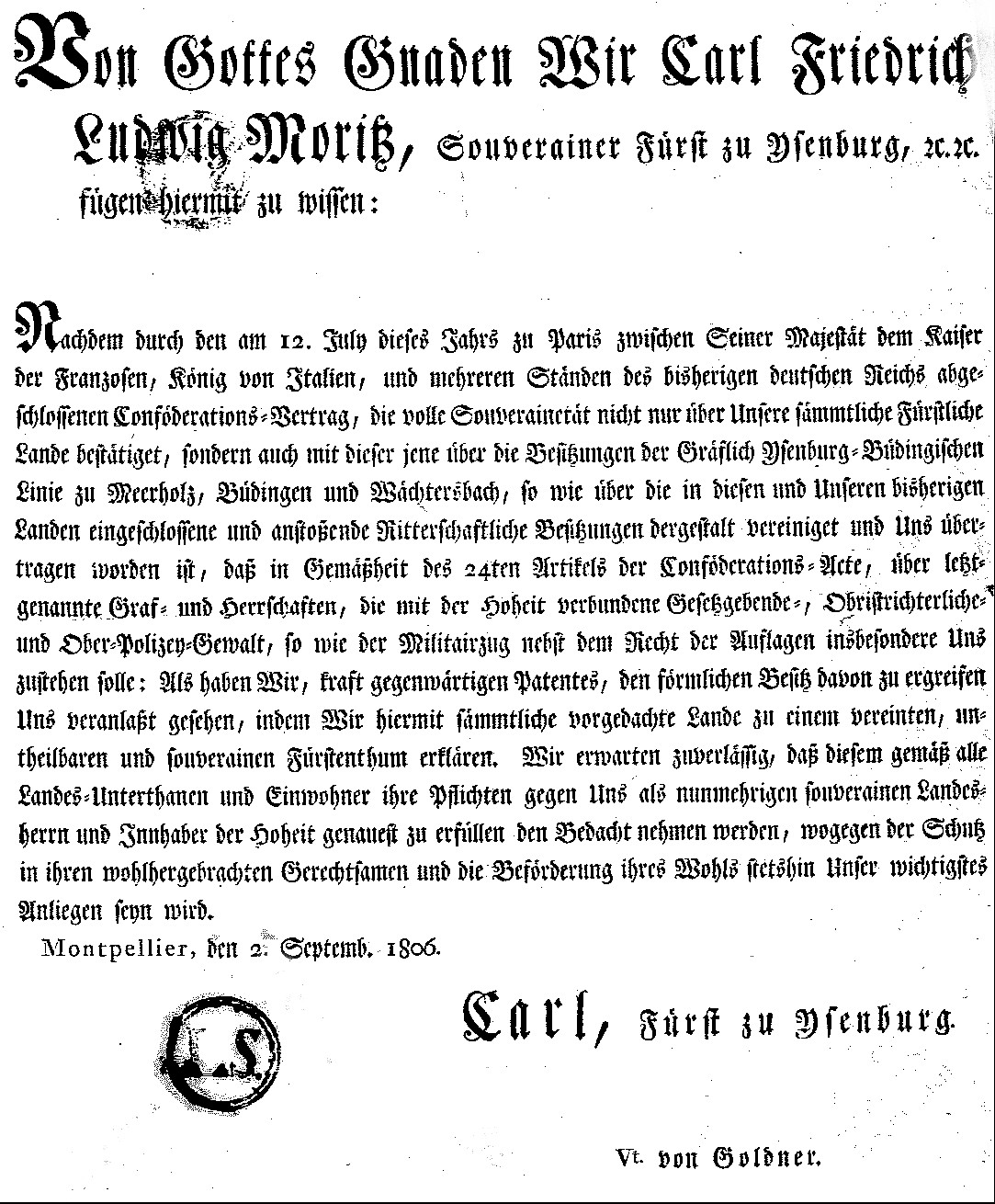
Plakat über die Vereinigung aller Isenburgischen Lande 1806,
Hessisches Staatsarchiv Darmstadt

### Vorgeschichte: Isenburg im alten Reich
Der regierende Grafen der Grafschaft Isenburg-Birstein war zwar 1744 Reichsfürsten geworden, im Reichstag waren er aber weiterhin nur über die Kuriatstimme des Wetterauer Grafenvereins vertreten. Erst durch den Reichsdeputationshauptschluss erlangte der Fürst 1803 eine Virilstimme im Reichsfürstenrat. Mit den gräflichen Ysenburger Linien bestand ein System von Hausverträgen, das die gegenseitigen familien- und vermögensrechtlichen Fragen, insbesondere die Erbfolge regelte.
Carl Friedrich, Fürst zu Isenburg war von Herbst 1805 bis zum Sommer 1809 aktiver französischer Offizier. Er war Werber für zwei französische Fremdregimenter (Régiment Isenburg (Grande Armée) und Regiment Preußen (Grande Armée)) – es gab insgesamt vier.
Carl Friedrich nahm aktiv an Kampfhandlungen teil. Er befehligte aber nie diese Regimenter. Der Bedrohung der eigenen Landeshoheit durch die politische Entwicklung in Folge des Zusammenbrechens der alten politischen Ordnung am Ende des Heiligen Römischen Reiches Deutscher Nation versuchte er zunächst im Bündnis mit anderen, in gleicher Weise betroffenen Adeligen aus dem Umfeld des Wetterauer Grafenvereins, mit der Frankfurter Union zu begegnen. Deren Bemühungen waren aber erfolglos. Alle Mitglieder wurden 1806 mediatisiert – einzig das Fürstentum Isenburg entging dem. Das war einzig auf die persönliche Beziehung des Fürsten zu Napoleon zurückzuführen.

### Gründung
Das Fürstentum entstand 1806 auf Grundlage der Rheinbundakte, der der Fürst beitreten konnte. Kern war das bestehende Fürstentum Isenburg, dem die Territorien der gräflichen Linien unterstellt, sowie noch einige kleinere Gebiete zugeschlagen wurden. Er war dadurch souverainer Fürst über alle isenburgische Lande.
Von den bisher selbständigen Territorien der gräflichen Linien Ysenburg ergriff der Fürst am 2. September 1806 Besitz, was die dort regierenden Grafen selbstverständlich empörte.

### Ausbau
Trotz der folgenden, wirtschaftlich schwierigen Kriegsjahre, versuchte Carl Friedrich die ihm unterstehenden Gebiete zu modernisieren. Eine Diener-Witwen- und Waisenkasse (Beamtenversorgung) und eine Feuerversicherung für Gebäude wurden gegründet, die Impfung gegen die Pocken eingeführt und die Invalidenversorgung nach dem Militärdienst geregelt.

### Ereignisgeschichte
Getrieben von der prekären wirtschaftlichen Situation traten im Gebiet des Fürstentums verschiedene Räuberbanden auf, so die Bande der Brüder Harting zwischen 1805 und 1810 und weitere lokal aktive Banden in Vogelsberg und Wetterau zwischen 1808 und 1812.
1811 raffte der Milzbrand große Bestände des Rindviehs im Fürstentum dahin.

## Staat

### Staatsoberhaupt und Staatssymbole

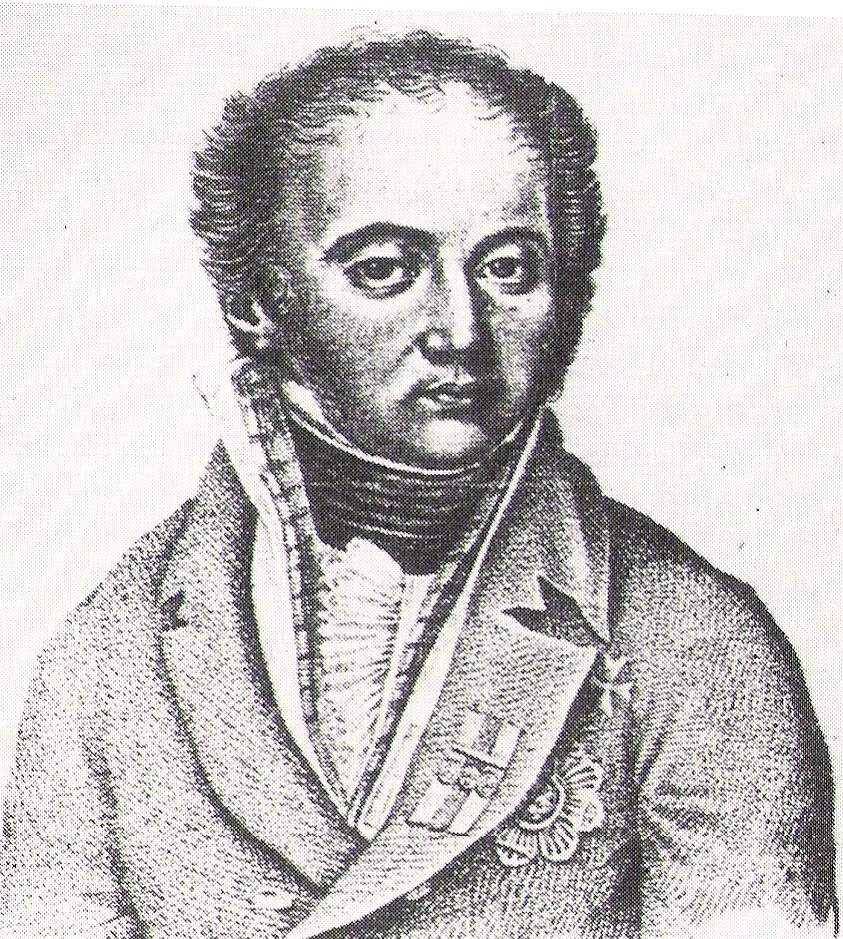
Carl Friedrich Ludwig Moritz zu Isenburg-Birstein (* 1766; † 1820)

Staatsoberhaupt war Carl Friedrich, souverainer Fürst zu Isenburg. Die Souveränität war allerdings faktisch durch zwei Faktoren beschränkt: Das Territorium war verhältnismäßig klein und zudem Glied einer Konföderation, deren Politik von Napoleon bestimmt wurde. In Fragen der Außenpolitik, der Kriegserklärung, der Kriegsführung des Aufstellens und der Unterhaltung von Militär war er – wie die anderen Rheinbund-Fürsten – nicht souverän.

### Regierung und Verwaltung

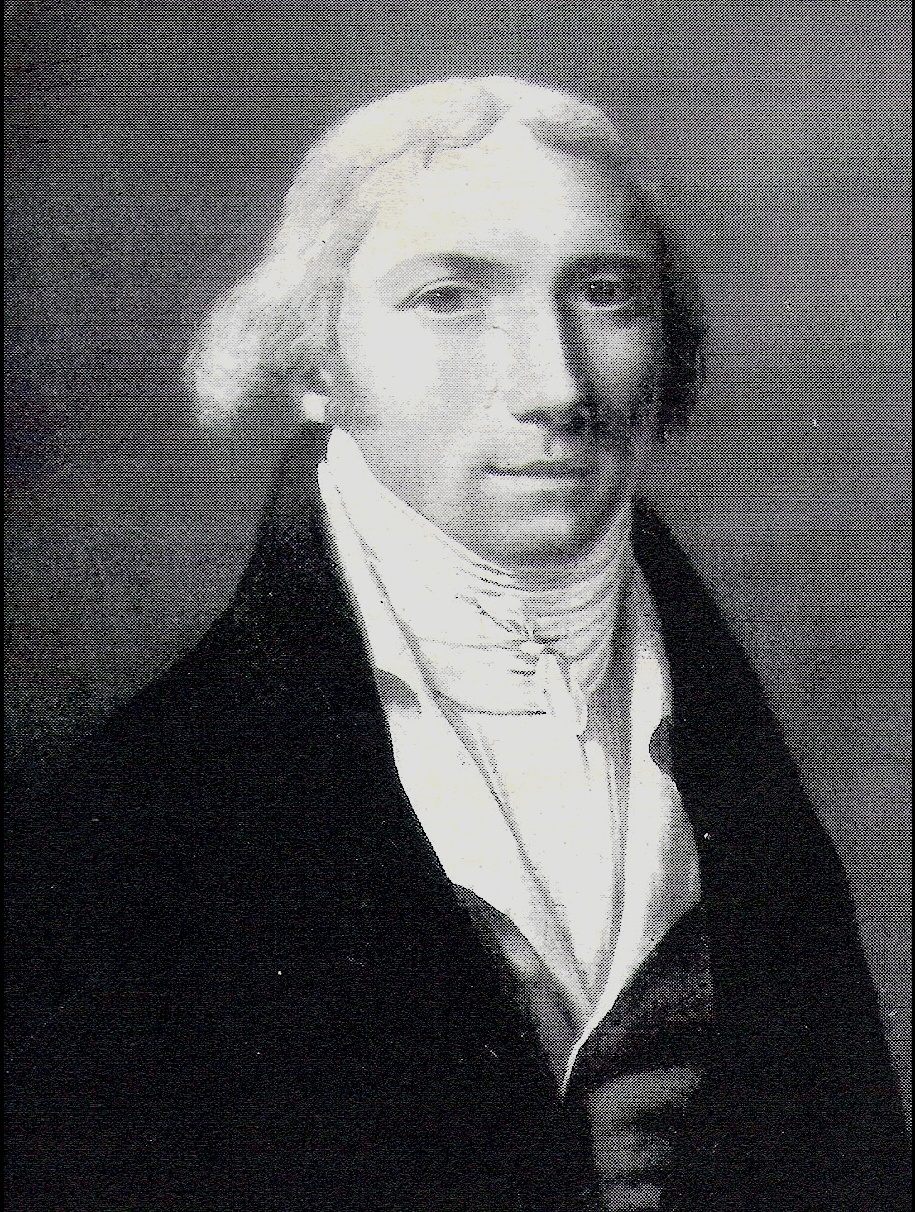
Wolfgang Christian Carl Ludwig von Goldner (* 1764; † 1837)

Die Spitzen der obersten Behörden des Fürstentums waren zeitüblich kollegial organisiert. Sie hatten ihren Sitz in der Residenzstadt Offenbach am Main. Dies waren:
- das Oberkonsistorium, die Kirchen- und Schulbehörde,
- die Rentkammer, die Finanzbehörde und
- das Oberamt, die Polizey- und Justizbehörde.

Chef der Regierung war Wolfgang von Goldner, ein geschickter Jurist und Diplomat, der bereits für Wolfgang Ernst II. zu Isenburg und Büdingen, den Vater des Fürsten Carl Friedrich, als Geheimer Rat gearbeitet hatte und auf dessen Betreiben von Kaiser Franz II. 1801 zum Freiherrn geadelt worden war. Goldner und der Fürst waren gleichaltrig, bei der Staatsgründung etwa 40 Jahre alt und waren Anhänger Napoleons. Der Umgang von Fürst und Goldner war vertraut und Goldner entschied manche wichtigen Fragen, ohne den Fürsten zu fragen. Einzelne Autoren behaupteten überspitzt, Goldner sei der Politiker gewesen und Fürst Carl Friedrich sein Gesandter.

### Staatseinnahmen
Die Einnahmen des gesamten Landes betrugen 261.000 fl. Davon kamen aus Birstein/Offenbach 150.000 fl.; Büdingen 40.000 fl.; Wächtersbach 36.000 fl. und Meerholz 35.000 fl.
Die direkten Abgaben werden mit durchschnittlich drei bis vier fl. pro Kopf jährlich geschätzt.
Weitere Einnahmen des kleinen Staates kamen, vor allem aus der Waldnutzung (Holz für Schiffs-, Hausbau, Mast für Rindvieh und Schweine und Streu, Laub als Strohersatz des früheren Reichsforstes Dreieich und des Büdinger Waldes) und den Domänen (33 Gutshöfe, meist verpachtet).

### Bildungseinrichtungen
Höhere Bildungseinrichtungen (für Reformierte und Lutherische) bestanden in Offenbach. In Büdingen gab es die Landesschule (heute: Wolfgang-Ernst-Gymnasium).

### Rechtswesen

Einführung Solmser Landrecht in Ysenburg-Büdingen, 1578 (Abschrift der ersten Seite)

Isenburg führte zu keiner Zeit französisches Recht ein (wie etwa das Großherzogtum Baden, das Königreich Westphalen oder das Großherzogtum Frankfurt). In Isenburg galt weiter das Solmser Landrecht wie fast im gesamten Wetterauer Grafenverein oder es galt als Gewohnheitsrecht.
Am 4. Februar 1812 wurde die Stempelung der Kirchenbücher angeordnet, um genaue Geburts-, Eheschließungs-, Tauf- und Sterbedaten zu erhalten. Künftig sollten diese Daten nicht mehr nur von Geistlichen, sondern auch von den Distriktsbeamten erfasst werden („besondere Bücher“). Untertanen hatten zunächst dem staatlichen Zivilbeamten und dann dem Geistlichen das Ereignis anzuzeigen.

### Wappen
Das Wappen des Fürstentums Isenburg enthielt in silbernem Feld zwei schwarze Querbalken, im Mittelschild einen goldenen Löwen in blauem Feld. Die Landesfarben waren Taubenblau und Gelb.

### Münzen
Das Münzrecht (mit der Souveränität im Rheinbund erworben) berechtigte Fürst Carl Friedrich zum „Schlagen von Münzen“. „Wenn es klappt“ sollte es 6000 bis 7000 fl. einbringen (Minister Goldner). Es kam aber erst 1811 zu Prägungen, und zwar DUCAT., „Reichsthaler“ - 16/EINE FEINE/MARK/1811, 12/KREU/ZER/1811 und 6/KREU/ZER/1811.

### Orden und Ehrenzeichen
- Orden Pour mes Amis (1809): Haus- und Verdienstorden.
- Kriegsdenkmünze 1814–15[37] (1815) für die Teilnehmer an den Befreiungskriegen.[38] Die Kriegsdenkmünze wurde an einem schwarz–weißen Band mit taubenblau–gelber Einfassung getragen.[39]

## Militär

### Isenburger Bundeskontingent unter Nassaus Fahnen

#### 1806 bis 1813

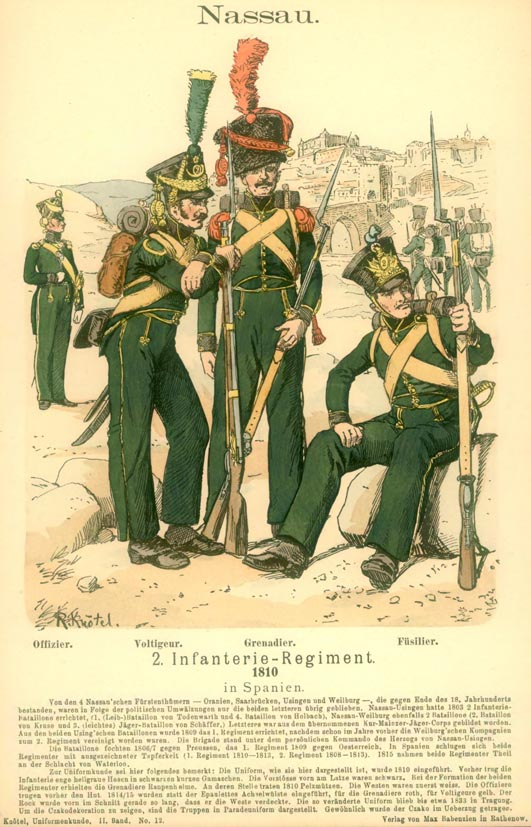
2. Infanterie-Regiment. 1810 in Spanien

Nach Artikel 35 der Rheinbund-Bundesakte schloss das französische Reich sowohl mit dem rheinischen Bund als auch mit jedem einzelnen Staat ein Bündnis. Nach Artikel 38 der Bundesakte hatte der Fürst 291 Soldaten zum Bundeskontingent zu stellen (Ausrüstungskosten 33.234 fl. 34 kr.), drei Kompanien, die er zu unterhalten hatte. Dieser Schlüssel wurde bald auf 350 Mann erhöht. Ausgangsbestand waren ein Offizier und 90 Mann. Benötigt wurden zusätzlich ein Hauptmann, vier Leutnante und 200 Mann. Die Isenburger galten militärgeschichtlich als „Nassauer“, weil das Herzogtum Nassau die kleinen Rheinbundstaaten (so z. B. auch Hohenzollern-Sigmaringen, Hohenzollern-Hechingen, von der Leyen und Liechtenstein) militärisch (mit-)organisierte. Eine Wehrpflicht gab es zunächst nicht.
Mit dem Spanien-Feldzug zogen die Anforderungen auch an die kleinen Staaten drastisch an. Im Juli 1808 sollten die „kleinen“ Fürsten nach dem Verteilerschlüssel der Rheinbundakte von 1806 ein Infanterie-Regiment mit zwei Depot(Ersatz-)kompanien mit Artillerie und Sappeurskompanien („Schanzgräber“, Pioniere für die Belagerung, „Genie“-Truppe) und ein halbes Jahr später ein weiteres Regiment von zusätzlich 3032 Mann stellen.
Über die Aufstellung eines weiteren Regiments diskutierte das Fürstenkollegium im März 1809 in Frankfurt. Es einigte sich auf 2907 Mann Infanterie und 125 reitende Jäger (Isenburg musste 33.234 fl. 34 xr. und rückwirkend für das erste Regiment 9378 fl. aufwenden). Einen Teil der Verpflichtung der kleineren Fürsten übernahm Nassau gegen Kostenerstattung für „6 Jahre und 6 Monate“. Nur Isenburg und Hohenzollern-Hechingen stellten eigene Rekruten, die anderen Soldaten wurden von Nassau angeworben. Unter dem Kommando des Obersten von Pöllnitz entstand aus dem bisherigen 1. und 4. Bataillon das „1. Herzoglich Nassauische Regiment“. Am 8. April 1809 marschierte es aus Wiesbaden auf den bayrisch-österreichischen Kriegsschauplatz. Nach Garnisondiensten in Wien und Passau marschierte die Truppe nach Spanien, wo sie am 16. März 1810 in Barcelona eintraf. Bis Ende 1813 nahm das Regiment an 35 Gefechten teil. Noch im März 1813 wurde die 1. Eskadron Reitender Jäger nach Katalonien beordert. Die Reitenden Jäger nahmen an 32 Gefechten und größeren Kampfhandlungen teil. Beide Regimenter gehörten zur Division Leval.
Erst im Frühjahr 1812 wurden die Rechtsgrundlagen für eine militärische Dienstpflicht im Fürstentum Isenburg geschaffen
- die Konskriptions-Verfassung vom 23. Januar 1812,
- die Ausnahmen zum Schutz der Wirtschaft vom 8. Februar 1812 (46 Artikel auf 13 Druckseiten) und
- die Konskriptionsverordnung vom 2. März 1812.

Im November 1813 beendeten sowohl Nassau wie auch Isenburg ihr Bündnis mit Frankreich und ihre Mitgliedschaft im Rheinbund. Daraufhin wurde das 1. Infanterieregiment (mit Isenburger Beteiligung) und die beiden Eskadrone reitender Jäger am 22. Dezember 1813, noch in Spanien, entwaffnet und gerieten in französische Gefangenschaft. Am 30. April 1814 wurden die Soldaten für frei erklärt und traten den Marsch in ihre Heimat an. 13 Soldaten war es zuvor gelungen, zu den Briten überlaufen. Sie wurden von Tarragona über Mallorca nach Palermo verschifft und am 16. Januar 1814 bei der dortigen deutschen Legion (King’s German Legion) kaserniert. Ende März kamen sie nach Livorno und marschierten durch Italien und Süddeutschland nach Usingen, wo sie am 12. Mai 1814 eintrafen.
Das 2. Regiment wechselte am 10. Dezember 1813 auf die britische Seite und wurde nach England verschifft. Von dort sollte es in die Niederlande kommen. Bei der Überfahrt kam es zu einem Schiffbruch vor der Insel Texel, der als „Unglück auf der Haaksbank“ bekannt wurde. Von den 200 Mann, die auf den beiden untergegangenen Schiffen waren, überlebten nur drei Offiziere, 26 Gemeine und drei Matrosen. Die Überlebenden wurden in den Niederlanden noch bis 1820 „verwendet“.
Relativ viele der Isenburger überlebten. Nur acht Isenburger Soldaten starben in vier Jahren Krieg. Von 1809 bis 1813 betrugen die Kosten für das Militär mehr als 217.600 fl.

#### 1814 bis 1816
Am 14. Januar 1814 ordnete das General-Gouvernement die Aufstellung des Landsturms an (Wehrpflicht für das letzte Aufgebot). Dem General-Gouvernement unterstanden das Großherzogtum Frankfurt und das Fürstentum Isenburg. Das General-Gouvernement erließ in der Zeit vom Jahresanfang 1814 bis Anfang März 1814 fünf Verordnungen, die die Aufstellung und die innere Ordnung des Landsturms regelten.
Die aufgelösten Truppen des Staates Isenburg wurden reorganisiert und aus Offenbach, Büdingen und Birstein 600 Infanteristen und ein Kontingent freiwilliger Jäger mit einem Bataillon der Stadt Frankfurt und zwei Würzburger Bataillonen zu einer Brigade in den Dienst der Verbündeten gestellt. Am 18. März 1814 nahmen sie am Gefecht bei Mormant und einem im Kanton Limonest teil.
Unter der Hauptarmee der Verbündeten gegen Napoleon befand sich am 1. Januar 1814 auch ein Verband mit dem Namen Isenburg (unter dem Befehl des Grafen Isenburg-Büdingen als österreichischem Oberst).
Nach Napoleons Flucht von Elba im März 1815 mussten die Isenburger Soldaten erneut ausrücken – diesmal unter dem russischen General Wallmoden. Sie waren am 26. Juni 1815 in dem Gefecht bei Seltz im Unterelsaß und ab dem 5. Juli 1815 an der Belagerung von Straßburg beteiligt.

### Militärstraße durch das Kinzigtal

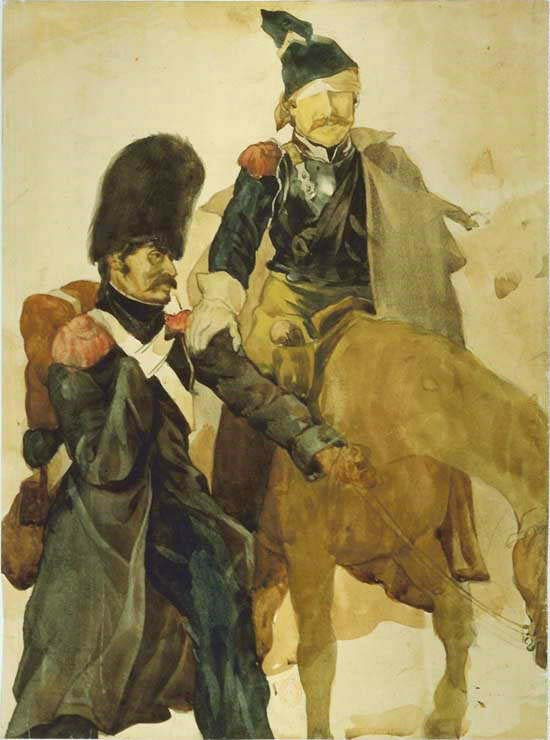
Théodore Géricault, Rückzug von Russland, 1812/13

Der Zustand von „des Reiches Straße“ (Via Regia) von Frankfurt am Main nach Leipzig, eine bedeutende Handels- und Militärstraße genügte den Verkehrsanforderungen nicht mehr. Das Teilstück von Langenselbold über Rothenbergen und Lieblos nach Gelnhausen war in besonders schlechtem Zustand. Das französische Militär benötigte diese Hauptstraße dringend. Carl Friedrich Fürst zu Isenburg forcierte deshalb den Bau, da die Straße östlich von Hanau bis westlich vor Gelnhausen in seinem Staatsgebiet lag. Am 20. Oktober 1810 wurde die renovierte Chaussee dem Verkehr übergeben. Besonders die zuvor morastigen Teilstücke an der Abtshecke, in Rothenbergen und bei der Neuen Herberge südlich des damaligen Ortes Lieblos waren nun bequem passierbar.  Diese Straße nutzten im Januar und Februar 1813 die Verbände der Grande Armée bei ihrem Rückzug aus Russland und erneut nach der Völkerschlacht bei Leipzig (16.–19. Oktober 1813). Am 28. Oktober 1813 stieg Napoleon nachmittags in Rothenbergen beim Gastwirt Peter Schmick ab (Gasthaus Faß) und übernachtete dann im Schloss Langenselbold des Fürsten Carl Friedrich. Derweil wählte Napoleons Generalquartiermeister ca. 70.000 kampffähige Soldaten der durch Rothenbergen marschierenden Kolonnen aus, um mit ihnen in die Schlacht bei Hanau und weiter nach Frankfurt und nach Mainz zu marschieren.

### Kriegslasten
Im Regierungsbericht vom 18. Oktober 1813 hieß es: „Das Land verarmt, die Magazine leer, Geld fehlt, keine Gelder einzutreiben“ und am 6. Dezember 1813: „Das Elend ist überall grenzenlos.“ 1814 wurden die Kriegslasten von der Verwaltung aufaddiert. Aufgewendet worden waren:
- für russische Truppen 1.159.763 fl.,
- für österreichische Truppen 375.623 fl.,
- für preußische Truppen 265.540 fl. und
- für verschiedene andere Truppen 78.855 fl.,

insgesamt also 1,8 Mio. fl.
Mit der politischen Wende zugunsten der Gegner Napoleons war Fürst Carl Friedrich nun auf der Verliererseite. Von Januar bis August 1814 wurden weitere 1.879.833 fl. Requirierungsleistungen aus dem als besetztes Feindesland geltenden Fürstentum gezogen. Bis Februar 1816 waren sämtliche Kriegsaufwendungen auf 2.300.000 fl gestiegen. In diesen… Jahren 1813–1815 erhöhte sich die direkte Steuer für den Untertan im Vergleich zur Zeit vor dem Rheinbund um knapp das Dreifache.
1815 soll die Schuldenlast noch 1.140.367 fl. betragen haben. Da eine endgültige Klärung, was Staatsschulden einerseits und Privatschulden des Fürsten andererseits waren, nicht gelang, erfolgte eine Regelung erst 1830, zehn Jahre nach dem Tod Carl Friedrichs. Aber noch nach weiteren zehn Jahren (1840) lasteten auf den Kassen aller Isenburger Lande Schulden in Höhe von 321.444 fl. Weit ins 19. Jahrhundert hinein zahlten die isenburgischen Gemeinden noch an den umgelegten Lasten der Kriege.

## Wirtschaft
Weite Teile des nördlichen Gebietes des Fürstentums lagen entweder im Sandsteingebiet des Spessart oder im Basaltgebiet des Vogelsbergs. Sandstein- und – ab dem 19. Jahrhundert – auch Basaltsteinbrüche lieferten Material für Haus- und Straßenbau. Die Steinbrüche werden in ökonomischen Abhandlungen der damaligen Zeit besonders hervorgehoben. Die Basaltbrüche lieferten ausgezeichnete Mühlsteine, deren Güte geschätzt wurde und die deshalb größtenteils exportiert wurden.
Weiter gab es Eisen-, Glas- und Ziegelhütten, Töpfer, Kalkabbau, Pottaschensieder, Schnapsbrenner Brauereien, Gips-, Knochen-, Loh-, Öl-, Papier-, Säge-, Tabak- und Walkmühlen, meist in Erbleihe vergeben.
In Offenbach, der „industrieösesten Stadt“, im Rhein-Main-Gebiet gelegen, bestand eine „lebhafte Industrie“. Es gab Luxusgewerbe, vor allem Gold- und Silberspinnerei, Steinschleiferei, Druckereien (Buchdruckereien, Notendruckerei, Letterngießerei), sowie beginnend die Lederwarenindustrie – Portefeuiller (= Portefeller, im rheinfränkisch-südhessischen Dialekt). Hergestellt wurden „Fortepianos“, Tabak (Schnupftabak – „der ächte Marocco“), Torevtika (künstlerische Metallprägung), Fayence, Papier, Dosen, Bijouterie, Luxuskleider, Wachstuch, Regen- und Sonnenschirme, Seife, Uhren und Wagen.

## Ende der Souveränität

### Isenburg unter dem Generalgouvernement Frankfurt
Bereits am 6. Oktober 1813 wurde das Fürstentum dem Generalgouvernement in Frankfurt übergeben. Am 6. November 1813 erließ Namens der allerhöchsten alliirten Mächte der General-Gouverneur, Prinz Philipp von Hessen-Homburg, österreichischer Feldmarschallleutnant, folgende Bekanntmachung:

„Nachdem die verbündeten Mächte das Großherzogthum Frankfurt und die Fürstlich-Isenburgischen Lande in militärischen Besitz genommen, und mich als Generalgouverneur beider Staaten aufgestellet haben, so eile ich, diese Maßregel zur öffentlichen Kenntniß zu bringen.

Alle obrigkeitlichen Personen und Staatsbeamte erwähnter Lande werden provisorisch beibehalten, und in ihren öffentlichen Funktionen bestätigt. Den Freiherrn von Albini Exzellenz bestimme ich zum Vorsitz in dem Ministerkonseil des Großherzogthums Frankfurt.

Sämmtliche Behörden werden die Verwaltung unter meiner Oberleitung fortführen, und mir für die pünktliche Befolgung aller jener Anordnungen, die ich zu treffen für nöthig finden werde, verantwortlich gemacht.

Ich zweifle nicht, dass sie durch treue Erfüllung ihrer Pflichten stets des Zutrauens der hohen verbündeten Mächte würdig bleiben, zur Erhaltung öffentlicher Ordnung und zum gemeinen Besten nach Kräften mitwirken, und dadurch zu Erreichung der auf die Befreiung Deutschlands und Begründung dessen Wohlfahrt gerichteten Absichten beizutragen trachten werden.“

Prinz Philipp gab den Posten jedoch schon zum Jahresende 1813 wieder ab. General-Gouverneur wurde der bisherige Militär-Gouverneur von Würzburg, der österreichische Generalfeldzeugmeister Heinrich XIII. Fürst Reuß. Er war nunmehr General-Gouverneur der Großherzogtümer Würzburg und Frankfurt sowie des Fürstentums Isenburg. Für die Zivilverwaltung war der Geheimrat und Minister von Hügel zuständig.
Auf Antrag der Ehefrau des geflohenen Fürsten, Charlotte Auguste zu Erbach-Erbach, die zu dieser Zeit Regentin des Fürstentums war, teilte Fürst Metternich ihr am 15. Februar 1815 mit, dass er veranlassen werde, das Fürstentum aus der Abhängigkeit des Generalgouvernements in Frankfurt zu entlassen, die von der Fürstin erhoffte Wiederherstellung der Souveränität sagte er aber nicht zu.

### Isenburg unter Österreich
Durch Beschluss des Wiener Kongresses gelangte Isenburg am 8. Juni 1815 an Österreich. Kaiser Franz I. ergriff am 3. Juli 1815 vom Hof-Feldlager Saarburg aus von dem Land Besitz. Österreich behandelte das Land rücksichtsvoll. Gleichwohl war es ab diesem Zeitpunkt kein völkerrechtliches Subjekt mehr, der Staat Isenburg war rechtlich untergegangen.

### Isenburg fällt an Hessen
Die Zugehörigkeit zu Österreich dauerte nur ein Jahr, denn nach einem Tausch mit Bayern (Salzburg zu Österreich, Würzburg zu Bayern) hatte Wien kein Interesse mehr an Isenburg. Österreich übergab es dem Großherzog von Hessen, der sich mit dem Kurfürsten von Hessen auf eine Teilung einigte, die Mitte 1816 vollzogen wurde. Noch zuvor hatten sich die Ortsvorsteher der Gemeinden im ehemaligen Territorium Isenburg-Birstein am 1. August 1815 mit einer gemeinsamen Eingabe an den Kaiser von Österreich gewandt, in der sie sich dafür einsetzten, die staatliche Selbständigkeit des Fürstentums Isenburg wieder herzustellen.

### Nachspiel
Bis 1821, als in beiden hessischen Staaten grundlegende Verwaltungsreformen durchgeführt wurden, stellte der jeweils dorthin gelangte Teil des Fürstentums Isenburg eine Verwaltungseinheit in dem jeweiligen Staat dar.
Der Kurfürst verbesserte sein Wappen und fügte diesem das isenburgische hinzu, in die kurfürstliche Titulatur wurde der Titel „Fürst von Isenburg“ aufgenommen. Gleiches geschah im Großherzogtum Hessen.
50 Jahre nach der Übernahme der Herrschaft über Isenburg durch den Kurfürsten von Hessen wurde Kurhessen von Preußen besiegt und schließlich annektiert. In der öffentlichen Bekanntmachung über die Annexion Kurhessens durch Preußen vom 3. Oktober 1866 nahm der König von Preußen nicht nur Kurhessen in Besitz, sondern ausdrücklich auch die Länder, welche das vormalige Kurfürstenthum Hessen gebildet haben, namentlich: … die Fürstentümer Hersfeld, Hanau, Fritzlar und Isenburg, …. Der preußische König fügte seinem bisherigen Titel die entsprechenden Titel hinzu.